# 손승준
손승준(1982년 5월 16일 ~ )은 대한민국의 은퇴한 축구 선수이자 현 축구 지도자로 선수 시절 고등학교까지 스트라이커로 활약 했으며 프로에  입단하여 포지션을 수비수로 전향하였다 현재 대한민국 U-20 축구 국가대표팀의 코치를 맡고 있다.